# Ernst Manzke

Ernst Manzke

Ernst Manzke (* 30. Juli 1878 in Gnesen; † 22. September 1952 in Saalfeld) war ein deutscher Politiker (DNVP).
Manzke besuchte von 1885 bis 1893 die Vor- und Knabenschule in Neutomischel in Posen. Von 1893 bis 1895 absolvierte Manzke eine Bauschlosserlehre in Neutomischel und Schlawe. Von 1901 bis 1902 studierte Manzke Maschinenbau am Technikum Mittweida in Sachsen. 1902 legte er die Ingenieurprüfung ab. Anschließend arbeitete er als Techniker in einer Maschinenfabrik in Bielefeld. Später war er als Techniker und Ingenieur in Maschinenfabriken in Schwiebus, Rössel, Fraustadt und Freystadt in Niederschlesien ab. 1910 gründete er eine Reparaturwerkstatt für Landmaschinen und Geräte. 1913 legte er die Schlossermeisterprüfung in Glogau ab.
1919 trat Manzke in die Deutschnationale Volkspartei (DNVP) ein. Bei der Reichstagswahl vom Mai 1924 wurde er als Kandidat der DNVP für den Wahlkreis 8 (Liegnitz) in den Reichstag gewählt. Daneben war er erster Bezirksvorsitzender des Deutschen Handwerkerbundes Berlin-Friedenau e.V. in Niederschlesien, Mitglied des Kreis- und des Provinziallandtages, Obermeister der Schlosser- und Schmiedeinnung zu Freystadt.